# Герб Росохача (Чортківський район)
Герб Росохача — офіційний символ села Росохач, Чортківського району Тернопільської області, затверджений 4 вересня 2023 року рішенням сесії Чортківської міської ради.
Автори — А. Гречило та О. Лісниченко.

## Опис герба
У розтятому двічі щиті на зелене, синє та зелене поля стоїть золоте росохате дерево без листя, вгорі якого ліворуч та внизу праворуч — по золотому прямому хресту.

## Зміст
Синя вертикальна смуга підкреслює географічну особливість села, розташованого обабіч річки Серет, яка протікає з півночі на південь через Росохач. Сухе дерево вказує на одну з версій про походження назви поселення. Хрести — символи пам'яті і духовності.